# ズヴェニゴロド公国 (ズヴェニゴロド・ナ・オケ)
ズヴェニゴロド公国（ロシア語: Звенигородское княжество）は、ズヴェニゴロド・ナ・オケを首都とした、オカ川上流公国群の一つである。
ズヴェニゴロド公国は1340年にカラチェフ公国の分領公国として分離した。1440年代にリトアニア大公国に征服され、リトアニア大公カジミェラス（ポーランド王カジミェシュ4世）によって公国は廃止された。ズヴェニゴロド公はモスクワ大公国へ移り住み、その子孫はモスクワに仕える勤務公（スルジルィー・クニャージ(ru)）のズヴェニゴロドスキー家(ru)を成し、ヴォエヴォダやナメストニクを勤めた。